# Don Mischer
Don Mischer (San Antonio, 5 de março de 1940 – Los Angeles, 11 de abril de 2025) foi um produtor e diretor de eventos da televisão norte-americana.

## Carreira
Mischer produz programas de televisão desde 1976, quando produziu o especial para Barbra Streisand. Outros programas incluídos Kennedy Center Honors, o Emmy Awards, a abertura do Grand Euro Disney, as cerimônias de abertura dos Jogos Olímpicos de Inverno de 2002 e as cerimônias de abertura e de encerramento do Jogos Olímpicos de Verão de 1996, e os programas de Bob Hope, Nell Carter, Christopher Reeve , o Pointer Sisters e Mikhail Baryshnikov. Ele também produziu The Wayne Brady Show e mostra para o intervalo do Super Bowl XXVIII, XXXIX, XL e XLI, em 1993 e 2005 a 2008. Em 2009, ele produziu We Are One: The Obama Inaugural Celebration no Lincoln Memorial, o concerto público em Washington, DC, realizada dois dias antes da inauguração de Barack Obama como 44o presidente dos Estados Unidos.
Mischer ganhou 13 prêmios Emmy como diretor ou produtor, que remonta a 1980 e uma transmissão do Kennedy Center Honors.

## Morte
Mischer morreu no dia 11 de abril de 2025, aos 85 anos.